# Cimetière de Recoleta

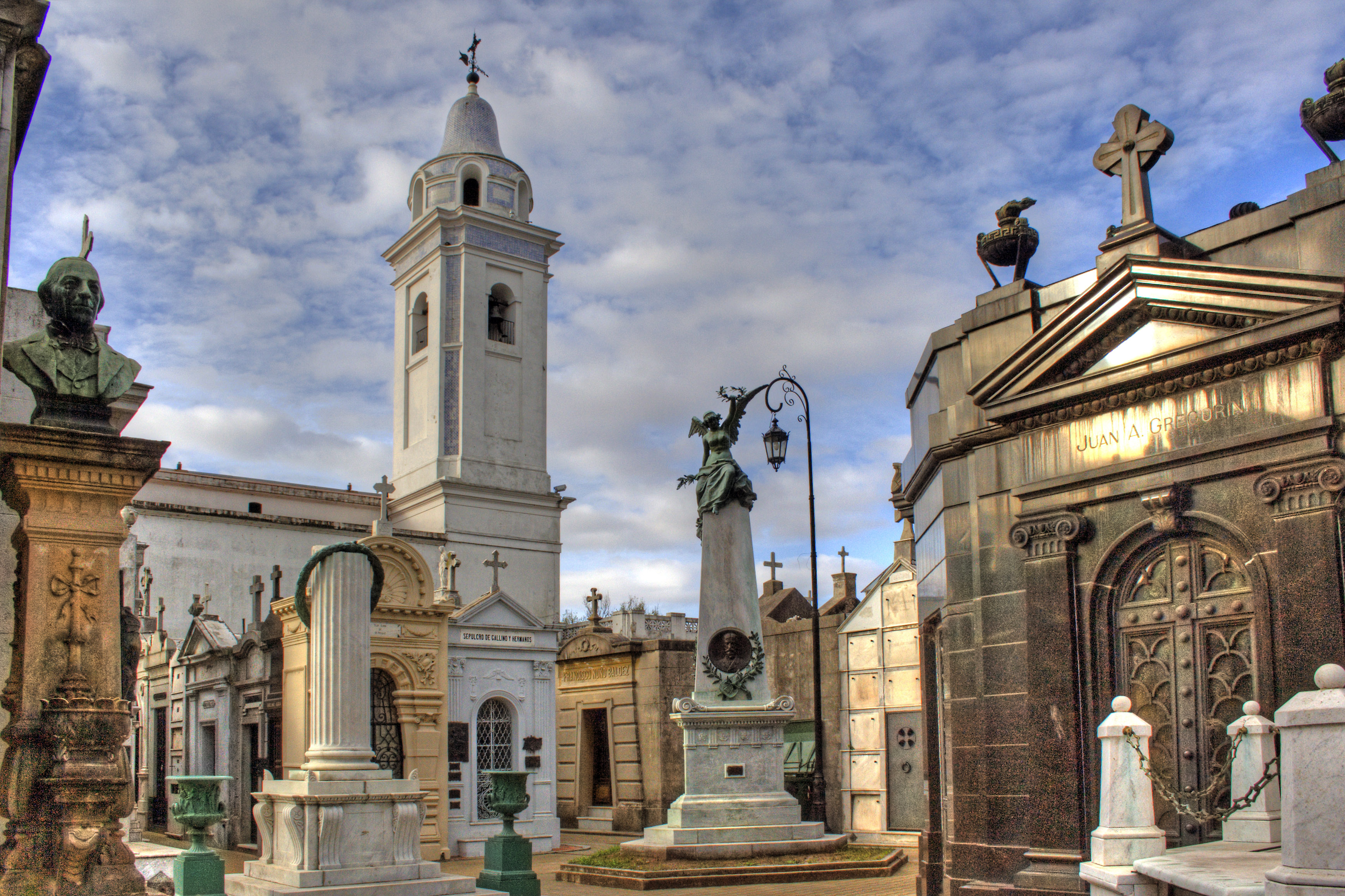
Une des allées du cimetière.

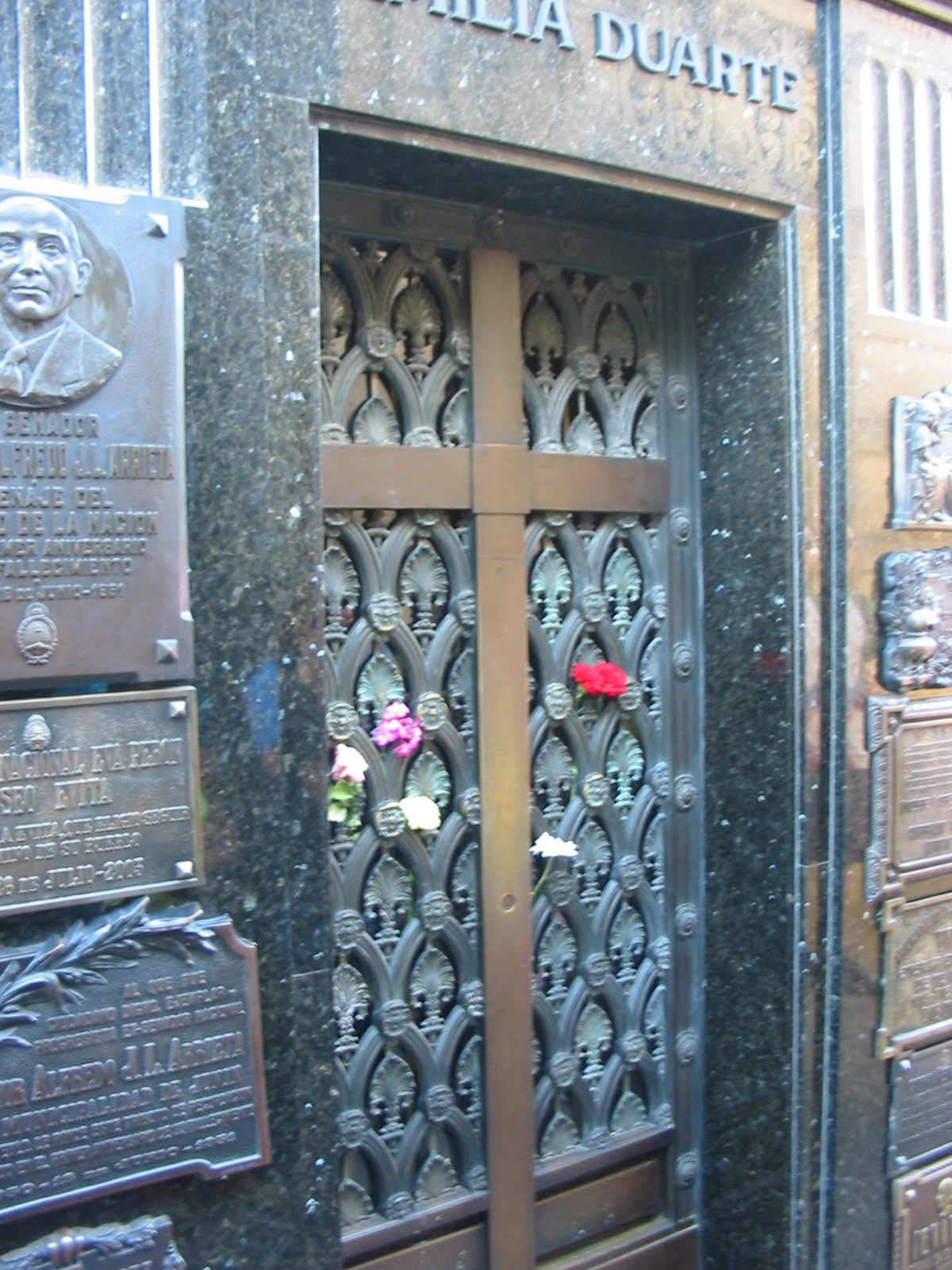
La tombe d'Eva Perón.

Le cimetière de Recoleta est un célèbre cimetière situé dans le quartier de Recoleta à Buenos Aires (Argentine). Les jardins qui entourent le cimetière constituent une aire de délassement populaire. D'autre part, La Recoleta est un des quartiers les plus distingués de la ville et le cimetière possède également cette caractéristique.

## Historique
Il se trouve au côté de l'ancien couvent des pères récollets franciscains (los recoletos) : le Convento de la Recoleta. 
Le cimetière de Recoleta fut dessiné par le Français Prosper Catelin, à l'initiative du ministre Bernardino Rivadavia, et inauguré en 1822.

## Description
Il constitue une superbe exposition d'architecture funéraire du XIXe et du début du XXe siècle, avec des panthéons familiaux et des caveaux de la haute bourgeoisie et des anciens estancieros richissimes. 
Parmi eux se trouvent les sépultures de nombreux protagonistes de l'histoire argentine.

## Personnalités inhumées à Recoleta
- Panthéon Radical
  - Leandro N. Alem (1842-1896), fondateur du parti politique Union civique radicale.
  - Hipólito Yrigoyen (1852-1933), homme politique, président de la Nation argentine.
  - Arturo Umberto Illia (1900-1983), homme politique, président de la Nation argentine.
  - Raúl Alfonsín (1927-2009), homme politique, président de la Nation argentine.
- Panthéon des guerriers du Paraguay
  - Cándido López (1840-1902), peintre et artiste de guerre argentin.
- Juan Bautista Alberdi (1810-1884), écrivain, homme politique et avocat.
- Luis César Amadori (1902-1977), poète.
- Pedro Eugenio Aramburu (1903-1970), militaire et chef d'État de facto.
- Nicolás Avellaneda (1837-1885), président de la Nation argentine.
- Adolfo Bioy Casares (1914-1999), écrivain.
- Federico de Brandsen (es) (1785-1827), militaire, héros de Ituzaingó.
- Luis Ángel Firpo, boxeur.
- Oliverio Girondo (1891-1967), poète, journaliste.
- José Hernández (1834-1886), écrivain.
- Miguel Juárez Celman (1844-1909), président de la Nation argentine.
- Enrique Larreta (1875-1961), écrivain.
- Juan Lavalle (1797-1841), général indépendantiste.
- Luis Federico Leloir (1906-1987), biochimiste, lauréat du prix Nobel de chimie.
- Eduardo Lonardi (1896-1956), militaire et chef d'État de facto.
- Cándido López (1840-1902), peintre, soldat.
- Vicente López y Planes (1785-1856), auteur de l'Hymne national argentin.
- Leopoldo Lugones (1874-1938), écrivain.
- Eduardo Mallea (1903-1982), novelliste, essayiste.
- Lucio Victorio Mansilla (1831-1913), général et écrivain.
- Carlos Menditéguy (1915-1973), pilote et sportif.
- Bartolomé Mitre (1821-1906), homme politique, écrivain et militaire. Président de la Nation argentine.
- Victoria Ocampo (1890-1979), écrivain et éditeur.
- Camila O'Gorman (1828-1848), fusillée pour sa liaison avec un prêtre, héroïne du film Camila.
- Carlos Pellegrini (1846-1906), politicien et avocat, président de la Nation argentine.
- Anne Périchon (1775-1847), maîtresse de Liniers, surnommée « La Perichona ».
- Eva Perón (1919-1952), actrice et femme politique.
- Luis Piedrabuena (1833-1883), marin et explorateur.
- Honorio Pueyrredón (es) (1876-1945), éducateur et homme politique.
- Dante Quinterno (1909-2003), auteur de bande dessinée.
- Facundo Quiroga (1788-1835), homme politique et caudillo militaire
- Juan Manuel de Rosas (1793-1877), homme politique, estanciero, militaire.
- Carlos Saavedra Lamas (1878-1959) homme politique et avocat, lauréat du prix Nobel de la paix.
- Domingo Faustino Sarmiento (1811-1888), écrivain et homme politique, président de la Nation argentine.
- José A. Terry (1846-1910), homme politique argentin, ministre des finances, père du suivant
- José Antonio Terry (peintre) (1878-1954) un peintre argentin sourd, fils du précédent
- María Esther Vázquez (1937-2017), écrivaine et journaliste.

## Métro
- Le cimetière de Recoleta est accessible par la ligne  du métro ou subte de la ville, grâce à la station "Pueyrredón", située à environ un kilomètre au sud du cimetière.